# Kempston
Kempston este un oraș în comitatul Bedfordshire, regiunea East, Anglia. Orașul se află în districtul Bedford. 